# Myrte-familien
Myrte-familien (Myrtaceae) er udbredt i tropiske, subtropiske og varmt tempererede egne over hele verden. Arterne er fælles om at indeholde æteriske olier (oftest terpener). Bladene har prikker, som skyldes kirtelceller. Her omtales kun de slægter, som er repræsenteret ved arter, der enten dyrkes eller har økonomisk betydning i Danmark.
| Slægter |

- Eukalyptus (Eucalyptus)
- Rosenmyrte (Leptospermum)
- Tetræ (Melaleuca)
- Myrte (Myrtus)
- Kryddernellike (Syzygium)
- Allehånde (Pimenta)